# B. R. Crisler
Benjamin Roy Crisler (* 22. Januar 1905 in Canton, Georgia; † 16. Mai 1982 in Pacific Grove, Kalifornien) war ein US-amerikanischer Journalist, Literatur- und Filmkritiker.

## Leben
Crisler wurde 1932 Mitglied der New-York-Times-Redaktion. Nach zwei Jahren wurde er Filmkritiker bei der Times und blieb bis 1940. Als Ralph Ingersoll mit der Finanzierung des Millionärs Marshall Field III 1940 mit P.M. eine Tageszeitung gründete, bewarben sich über 11.000 Menschen auf 150 Stellen. Crisler erhielt eine Zusage und wechselte zu dem Blatt. Nach dem Ende des Zweiten Weltkrieges wurde er Berichterstatter in Europa. Nach seiner Rückkehr wandte er sich der Literaturkritik zu und schrieb unter anderem wieder für die New York Times.
Crisler heiratete 1929 die sieben Jahre ältere Sopranistin Marguerite Cobbey. Die Ehe hielt bis zu ihrem Tod 1980. Das Paar hatte zwei gemeinsame Kinder. Er zog sich 1972 aus dem Berufsleben zurück und lebte mit seiner Frau in Pacific Grove. Er verstarb am 16. Mai 1982 im Alter von 77 Jahren in seinem Haus.